# Carex tunimanensis
Carex tunimanensis är en halvgräsart som beskrevs av Paul Carpenter Standley och Julian Alfred Steyermark. Carex tunimanensis ingår i släktet starrar, och familjen halvgräs. Inga underarter finns listade i Catalogue of Life.